# マタイによる福音書5章9節
マタイによる福音書5章9節（マタイによるふくいんしょごしょうきゅうせつ）は、キリスト教聖書・新約聖書のマタイによる福音書の第5章第9節の文章である。

## 日本語聖書の引用
『マタイによる福音書』の第5章9節を引用すると、
平和をつくり出す人たちは、さいわいである、彼らは神の子と呼ばれるであろう。

## 活用
アメリカの自治体警察（アメリカ合衆国の警察#各機関の管轄・役割参照）では、殉職者慰霊・追悼碑に個人名・殉職日と共にこの文章が刻まれている事が多い。法執行官がピースキーパーと呼ばれているためである。